# Die Bernsteinkette
Die Bernsteinkette, englisch The Amber Necklace, ist der Titel eines Doppelporträts, das der Maler Emanuel Leutze 1847 von seiner Ehefrau Juliane und seiner Tochter Ida Maria schuf. Es zählt zu den bedeutenden Bildnissen der Düsseldorfer Malerschule.

## Beschreibung und Bedeutung
Auf dem Arm ihrer Mutter Juliane schaut Ida Maria ihren Vater, der gerade das Bild malt, aus einem pauswangigen Babygesicht mit glänzenden Kinderaugen an. Die in einem schlichten Hauskleid mit grüner Stola gewandete, ganz auf ihr Kind konzentrierte Mutter ist im Profil mit verschattetem Antlitz dargestellt und tritt so als Figur hinter dem Kleinkind zurück, das die Hauptrolle in dem Bild spielt und in seinem Inkarnat detailrealistisch ausgeführt ist. Das mit Haube und einer weißen Schürze über einem ockerfarbenen Rock bekleidete Kind hält in seiner linken Hand eine Bernsteinkette, die sich durch eine wirbelnde Bewegung in der Luft zu einer Acht geformt hat, während die rechte Hand sich in spontaner Lebendigkeit auf der Brust der Mutter abstützt. Im Hintergrund erscheint ungegenständlich ein Raum in warmen bis frischen Tönen, die über Umbra und Beige zu Flaschengrün changieren. Sowohl auf der Bernsteinkette als auch auf den Kinderaugen spiegelt sich der Glanz des einfallenden Sonnenlichts.
Obwohl das Bild eine alltägliche Familiensituation schildert, steht das Gemälde in der mariologischen Bildtradition der Madonna mit Kind.

## Entstehung und Rezeption
Der deutsch-amerikanische Maler Emanuel Leutze hatte nach einer ersten künstlerischen Schulung bei John Rubens Smith in Philadelphia als Porträtist gearbeitet und nach einer Ausbildung an der Kunstakademie Düsseldorf, einem Aufenthalt im Atelier von Wilhelm Kaulbach in München sowie einer Italienreise 1845 Juliane Lottner (1826–1898) geheiratet. Juliane war eine Tochter des aus Düsseldorf gebürtigen Offiziers Johann Heinrich Lottner (1786–1867), der 1842 als Kommandeur der Rheinischen Artillerie-Brigade Nr. 8 in Koblenz in den Ruhestand getreten und zuletzt in den Rang eines Obersten befördert worden war. Leutzes Frau gebar am 26. August 1846 in Düsseldorf die Tochter Ida Maria († am 5. Juli 1908 als Ida Maria Leutze Wheeler, Ehefrau von Frank B. Wheeler). 1847, als das Gemälde Die Bernsteinkette entstand, war Ida Maria somit schon einige Monate alt, während ihre Mutter mit dem Sohn Eugen Heinrich († am 1. September 1931 als US-Admiral Eugene Henry Cozzens Leutze), der am 16. November 1847 geboren werden sollte, schwanger war.
In einem vorangegangenen Bildnis hatte Leutze 1846 seine Ehefrau gemalt. Dieses Porträt wie auch Die Bernsteinkette lobte der Kunsthistoriker Wolfgang Hütt als „koloristisches Kleinod“. In seinen Bildnissen habe sich der Maler „als ein den hoch in Publikumsgunst stehenden Akademikern, wie etwa Carl Ferdinand Sohn, überlegener Realist“ erwiesen. Er übertreffe „in den farbigen Reizen, was die Düsseldorfer Porträtmalerei damals in dieser Hinsicht zu leisten vermochte“.

## Provenienz
Erworben wurde das Gemälde im Juli 1966 von dem Museum im Prediger in Schwäbisch Gmünd, dem Geburtsort des Malers, wo dessen Andenken besonders gepflegt wird.